# Varangerhus

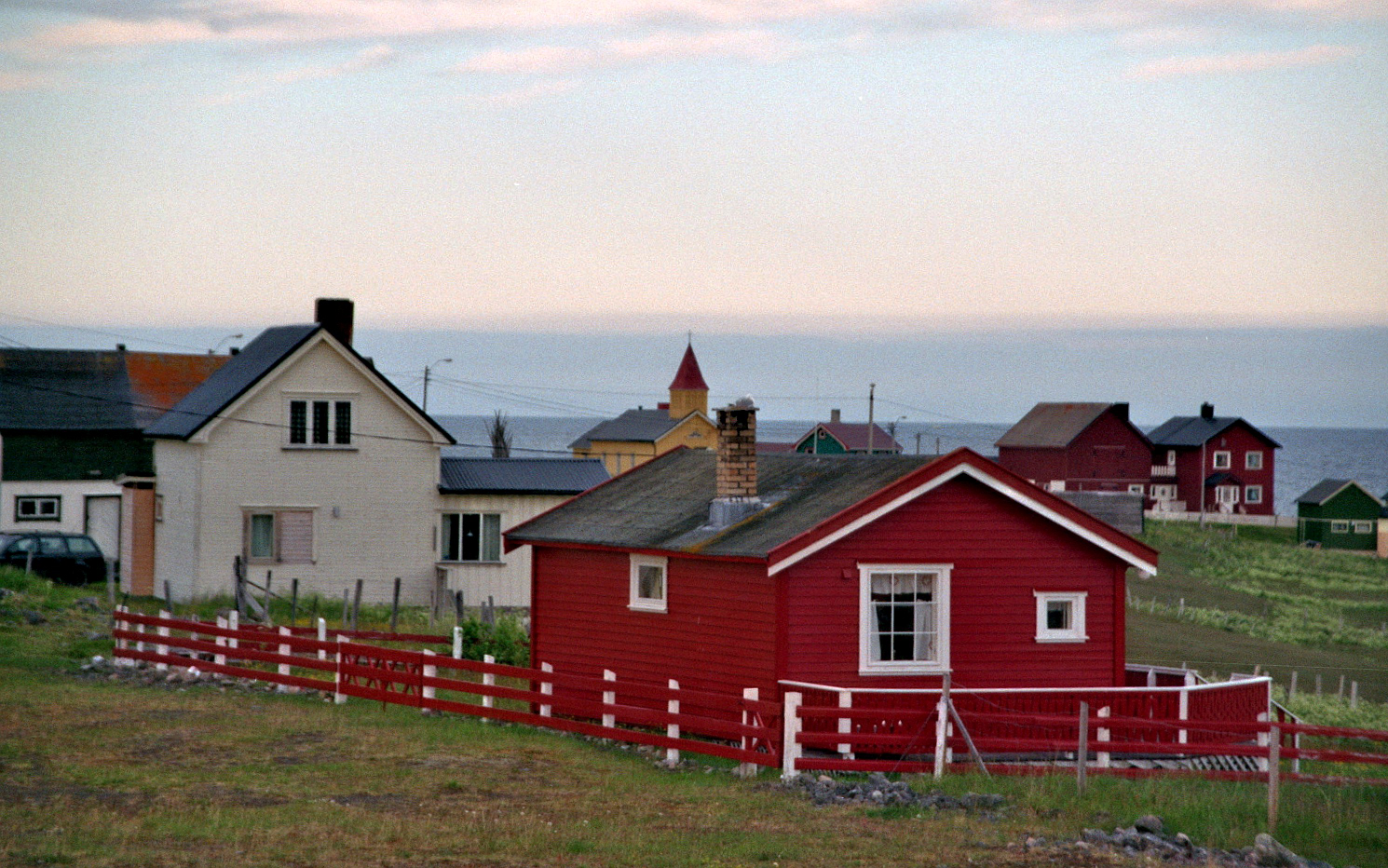
Skallelv med ett varangerhus av modell nr. 4 längst till höger i bilden

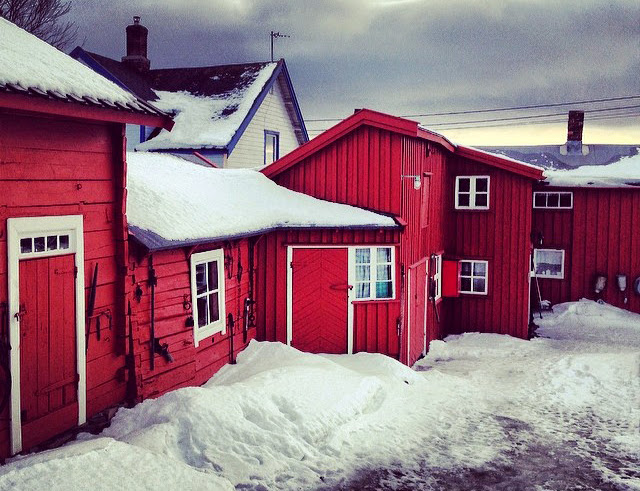
Tuomainengården, en kvängård i Vadsø

Varangerhus är en typ av byggnader vid Varangerfjorden i Finnmark i Norge.
Ett varangerhus är en byggnad, som kombinerar bostad, ladugård och höloft under samma tak, med endast en inbyggd gång mellan delarna. Byggnadstypen infördes under första hälften av 1800-talet till området med finsktalande invandrare från Finland, vilka i Norge benämndes kväner. Byggnadstypen förekommer i Norge endast vid Varangerfjorden, framför allt i Skallelv och Vadsø. I närliggande länder förekommer den i norra Finland och på Kolahalvön, men också i Karelen.
Varangerhus förekommer i olika varianter: som långhus, eller med utbyggnader i L-form eller i T-form. För hushåll utan boskap, finns varangerhus också som bostadshus kombinerade med utrymmen för andra funktioner, som bastur, vedbodar, bakhus och butik. Grundtanken bakom dem är att spara till den kala kusten importerat byggnadsvirke, spara energi genom att tillvarata värmen från husdjuren och att skydda sig mot ett hårt vinterklimat vid arbete med djuren.
Varangerhus byggdes också under återuppbyggnadstiden efter 1945.

## Varianter av varangerhus
Varangerhuset beskrevs och definierades som hustyp på 1970-talet av professorn i historia med arkeologi och etnologi Håvard Dahl Bratrein (född 1933). Vadsø kommun var efter förödelsen i Finnmark den kommun som hade störst andel förkrigsbebyggelse bevarad. Åren 1973–1974 registrerades byggnader vid Varangerfjorden systematiskt av Tromsø Museum. 700 förkrigsbyggnader registrerades i Vadsø kommun, varav  201 var av varangerhustyp.
Håvard Dahl Bratrein indelade varangerhus i fyra modeller:
1. Långhus med alla funktioner under ett enda sadeltak med hus och gavel vettande mot vägen och/eller havet. Ladugården låg mot baksidan.
2. Bostadshus med sadeltak parallellt med vägen, med en utbyggnad i rät vinkel, också med sadeltak.
3. Bostadshus med sadeltak parallellt med vägen, med ekonomihusdelen som tillbyggnad med snedtak på bakre långsidan eller på ena gaveländan.
4. Bostadshus och ekonomibyggnad som separata byggnader som är förenade med en tredje mellanbyggnad. De två huvudbyggnadernas tak kan vara parallella eller i rät vinkel.